# Annie Daubenton
Pour les articles homonymes, voir Daubenton.
Annie Daubenton est une journaliste, essayiste et consultante française, spécialiste de l'Europe centrale et orientale (Pologne, Russie, Ukraine).

## Biographie
Après des études conclues par un diplôme d'études approfondies de lettres modernes à l'université Paris-X complétées ultérieurement par un DESS en administration des entreprises à l'Institut d'administration des entreprises de Paris (IAE), Annie Daubenton a commencé sa vie professionnelle comme critique littéraire aux Nouvelles littéraires (1971 – 1982) avant de collaborer à France Culture (1984 – 1990), avec des reportages sur l'Europe centrale et orientale et des revues de presse. Elle devient correspondante permanente à Moscou de 1993 à 1997 pour Radio France (France Inter et France Info).
De 1998 à 2001, elle exerce les fonctions de conseiller de coopération et d'action culturelle à l'Ambassade de France à Kiev.
Elle écrit des livres et des articles dans Esprit, Hermès, Le Courrier des pays de l'Est, Alternatives économiques et Alternatives internationales, Encyclopædia Universalis, Politique étrangère...